# Lies Uijterwaal-Cox
Elisabeth Leonarda Maria (Lies) Uijterwaal-Cox (Utrecht, 30 september 1920 – Utrecht, 10 maart 2018) was een Nederlands politicus.

## Werk
Uijterwaal kreeg aan de School voor Maatschappelijk Werk politieke scholing van kamerlid Agnes Nolte. Ze was lid van de KVP en actief in het Katholiek Vrouwengilde. In 1966 werd ze lid van de Provinciale Staten van Utrecht. Na de fusie van de KVP met de CHU en de ARP was ze lid van het CDA. Uijterwaal werd in 1981 verkozen tot lid van de Eerste Kamer der Staten-Generaal (1981-1987). Ze hield zich er onder meer bezig met milieu, welzijn en volksgezondheid en was enige tijd voorzitter van het Kamerbreed Vrouwenoverleg.

## Privéleven
Uijterwaal trouwde in 1951 met Hendrikus Johannes Jozef (Henk) Uijterwaal (1920-2012) en had twee kinderen.
- Parlement.com: vg09llmkzbzn